# Domare i Premier League

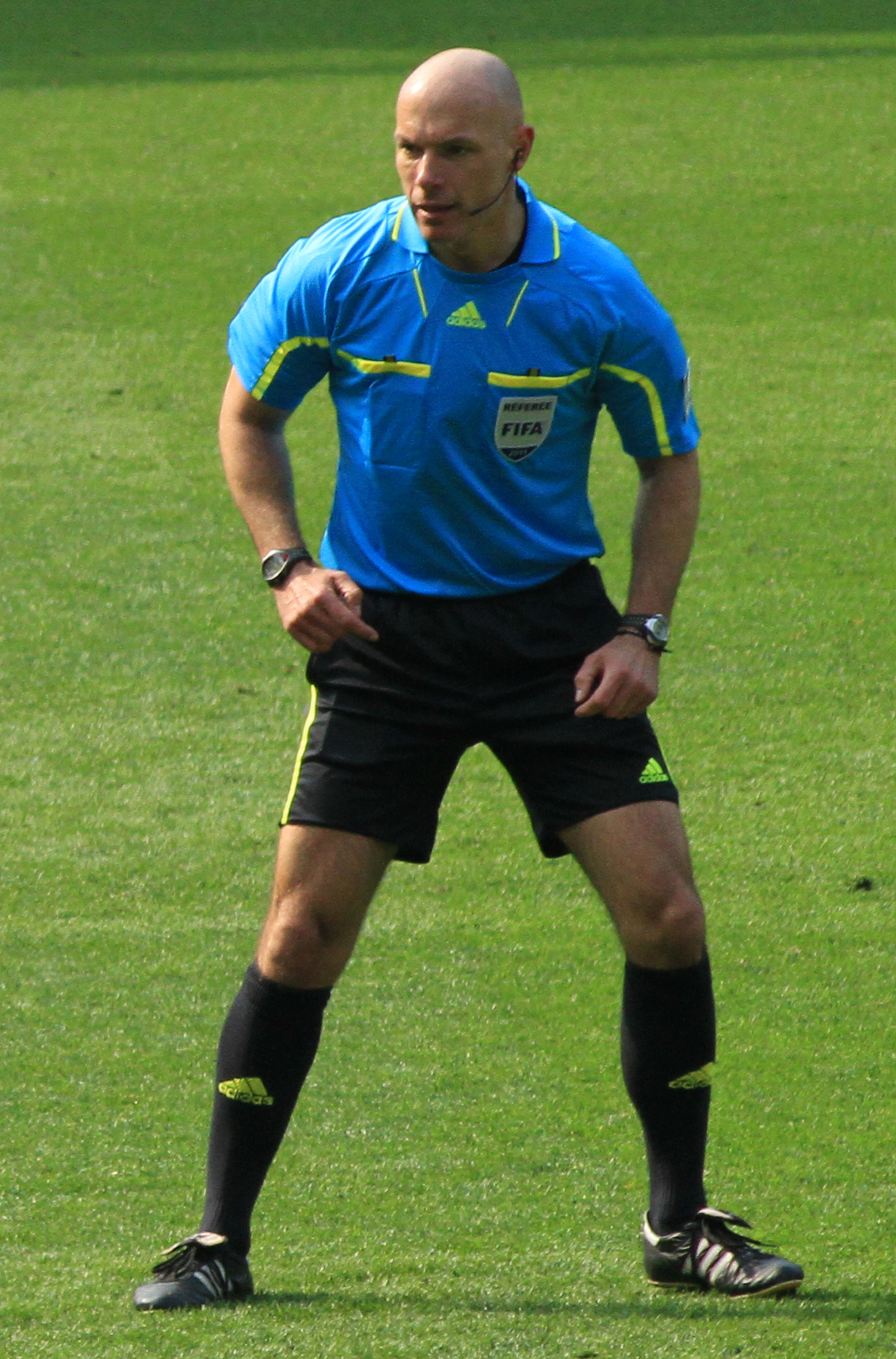
Howard Webb dömde matcher i Premier League från 2003 till 2014.

Domare i Premier League tillsätts av Professional Game Match Officials Board (PGMOB) och består av både huvuddomare och assisterande domare. De domare som är godkända för att döma i Premier League ingår i den av PGMOB tillsatta gruppen The select group, och får även döma i The Football League, FA-cupen och engelska ligacupen.
Under säsongen 2015/16 består The select group av 17 huvuddomare och 34 assisterande domare. Åtta stycken domare och tio assisterande domare i Premier League är dessutom licenserade FIFA-domare och kan därför döma internationella fotbollsmatcher.

## Historia
Inför säsongen 2001 meddelade FA att alla engelska fotbollsdomare blir professionella. Beslutet innebar att huvuddomarnas årslön höjdes till £33 000, plus ett arvode på £900 per match. Den höjda ekonomiska ersättning skulle möjliggöra att domarna kunde arbeta heltid med att döma fotboll samt lägga tid på träning och utveckling. Samtidigt grundades organisationen  Professional Game Match Officials Board (PGMOB) som skulle ansvara för att tillsätta domare inom den engelska fotbollen. PGMOB delade in domare i två grupper: The select group och The national group, där den förstnämnda innehåller de domare som är aktuella för att döma i Premier League. The select group innehöll vid starten 24 huvuddomare och 48 assisterande domare. 

## Aktiva domare
Under säsongen 2015/16 består The select group av 17 huvuddomare och 34 assisterande domare. 

### Huvuddomare
| Namn             | Sedan | Övrigt      |
| ---------------- | ----- | ----------- |
| Martin Atkinson  | 2005  | FIFA-domare |
| Mark Clattenburg | 2004  | FIFA-domare |
| Mike Dean        | 2001  |             |
| Phil Dowd        | 2001  |             |
| Roger East       | 2013  |             |
| Kevin Friend     | 2009  |             |
| Mike Jones       | 2008  |             |
| Robert Madley    | 2013  | FIFA-domare |
| Andre Marriner   | 2005  | FIFA-domare |
| Lee Mason        | 2006  |             |
| Jonathan Moss    | 2011  |             |
| Michael Oliver   | 2010  | FIFA-domare |
| Craig Pawson     | 2013  | FIFA-domare |
| Lee Probert      | 2007  | FIFA-domare |
| Graham Scott     | 2015  |             |
| Neil Swarbrick   | 2011  |             |
| Anthony Taylor   | 2010  | FIFA-domare |